# Trafalgar Law
Trafalgar D. Water Law (トラファルガー・D・ワーテル・ロー?, Torafarugā Dī Wāteru Rō), noto semplicemente come Trafalgar Law (トラファルガー・ロー?, Torafarugā Rō), è un personaggio del manga One Piece, scritto e disegnato da Eiichirō Oda, e delle sue opere derivate. È il capitano dei pirati Heart, una delle Undici Supernove e il possessore del frutto del diavolo Ope Ope, che gli consente il controllo totale dei corpi e degli oggetti che si trovano all'interno del suo raggio d'azione. Nella seconda metà della storia stringe un'alleanza con Monkey D. Rufy e la sua ciurma per abbattere Donquijote Do Flamingo e l'Imperatore Kaido.

## Concezione e sviluppo
Il suo nome deriva da Edward Low, navigatore e pirata inglese del diciottesimo secolo. Oda ha dichiarato di aver creato Law, e in generale le Supernove, appena prima della loro comparsa: in effetti l'aspetto fisico iniziale di Law risulta essere pressoché identico a quello del momento della sua introduzione. Ha inoltre affermato che non si sarebbe aspettato una popolarità e un'importanza simile per il personaggio di Law.

## Biografia del personaggio
Law nacque nel Mare Settentrionale sull'isola di Flevance. Su di essa si raccoglieva un materiale con cui gli abitanti del luogo costruivano di tutto, il piombo ambrato, che era però tossico, portando gradualmente gli abitanti ad ammalarsi. Il Governo mondiale decise, quindi, di sterminare tutta la popolazione per evitare il dilagarsi della malattia; l'unico a sopravvivere fu Law, sebbene non gli rimanessero più di tre anni di vita a causa dell'infezione. In seguito entrò in contatto con il clan di Donquijote e in particolar modo Donquijote Rosinante. Affezionatosi al ragazzo, Rosinante tentò senza successo di trovare una cura alla malattia di Law; alla fine decise di rubare il Frutto del diavolo Ope Ope, in grado di guarirlo, per farglielo mangiare. Tuttavia dopo esserci riuscito venne rintracciato e ucciso da Donquijote Do Flamingo, anch'esso interessato al frutto; prima di morire, però, riesce a utilizzare i suoi poteri per consentire al ragazzino di fuggire. In seguito Law conobbe Bepo, Orca e Pinguino, e fondò i pirati Heart.
Sedici anni dopo, diventato uno delle undici Supernove compare all'arcipelago Sabaody dove assiste allo scontro tra X Drake, Urouge e Killer. A seguito dell'attacco di Monkey D. Rufy ai danni di un Nobile mondiale prende parte agli scontri con la Marina e, nella fuga, libera dalla schiavitù l'ex capitano pirata Jean Bart chiedendogli di unirsi alla sua ciurma. Successivamente affronta un Pacifista assieme alla ciurma di Eustass Kidd. Dopo la battaglia di Marineford giunge in soccorso di Rufy, recuperando lui e Jinbe e curando le loro ferite; affidatili a Boa Hancock e a Silvers Rayleigh su Amazon Lily salpa alla volta del Nuovo Mondo. 
In seguito presenta i cuori di cento pirati al Governo mondiale, ottenendo così la possibilità di entrare nella Flotta dei Sette. Dopo aver lasciato la sua ciurma a Zo si stabilisce a Punk Hazard: su quest'isola lo scienziato Caesar Clown produce, infatti, il gas S.A.D., in grado di generare dei Frutti del diavolo artificiali che Do Flamingo rivende poi al mercato nero. Al giungere della ciurma di Cappello di paglia e della Marina sull'isola Law ingaggia uno scontro con Smoker, riuscendo a neutralizzarlo. Incontrato nuovamente Rufy, gli propone di allearsi per far cadere Kaido, eliminando la fonte dei frutti del diavolo artificiali con cui l'Imperatore sta potenziando la sua flotta. In realtà Law è interessato principalmente a vendicarsi di Do Flamingo per l'uccisione di Rosinante, e intende mettere il membro della Flotta dei Sette con le spalle al muro catturando Caesar. Mentre Rufy sconfigge e cattura lo scienziato, Law elimina Vergo, sottoposto di Do Flamingo, e distrugge la sala di produzione del S.A.D. Quindi lancia un ultimatum a Do Flamingo: se entro il giorno dopo avesse rinunciato al suo posto nella Flotta dei Sette, gli avrebbe riconsegnato Caesar. Letta sul giornale la notizia della sua rinuncia, l'alleanza si dirige a Dressrosa, dove Law scopre la falsità dell'annuncio e la trappola architettata da Do Flamingo. Dopo essere stato catturato dal membro della Flotta, viene liberato da Rufy e assieme tentano di eliminarlo: mentre Law riesce a eliminare Trébol, Rufy abbatte Do Flamingo. Salpati alla volta di Zo, Law si riunisce alla sua ciurma e assieme scoprono dell'invasione del Paese di Wa da parte di Kaido. Mentre alcuni membri della ciurma di Cappello di Paglia partono a salvare Sanji, rapito dall'Imperatrice Big Mom, Law e i membri rimasti salpano quindi alla volta di Wa. 
Quando Rufy e il resto della ciurma arriva al paese, viene avvisato da Bepo del loro arrivo. Dopo essersi ricongiunti con Rufy e Zoro, li conduce alle rovine del castello del clan Kozuki dove viene rivelata loro la verità su Kin'emon e i suoi compagni. Law viene poi catturato da Basil Hawkins, sottoposto di Kaido, e rinchiuso in una prigione; liberato da X Drake si unisce a Rufy, ai samurai e a Eustass Kidd all'assalto della base dell'imperatore. Qui dopo aver trovato un Poignee Griffe giunge dinanzi a Kaido e Big Mom, arrivata nel mentre sull'isola, assieme agli altri due capitani, a Zoro e a Killer; dopo che Zoro resta ferito da un attacco dei due imperatori Law lo porta via, affidandolo a Sanji, per poi affrontare Big Mom assieme a Kidd, riuscendo a sconfiggerla grazie ai risvegli dei loro frutti. Dopo essere salpato dal paese di Wa, Law e la sua ciurma si imbattono nei pirati di Barbanera: dopo aver provato ad affrontarli i pirati Heart vengono sconfitti e il Polar Tang distrutto mentre Law, pesantemente ferito, viene tratto in salvo e portato via da Bepo.

## Descrizione

### Aspetto fisico
Law è un ragazzo magro e muscoloso, con i capelli neri e il corpo ricoperto di tatuaggi: gran parte di essi rappresentano delle figure stilizzate di cuori in omaggio a Rosinante, che era noto con il titolo di "Corazon". Sulle mani ha tatuata la scritta DEATH, ossia "morte" in inglese, con una lettera su ciascun dito a partire dai pollici. È solito indossare un cappello bianco a macchie nere. Alla sua prima apparizione ha 24 anni.

### Personalità
Law è descritto come un pirata particolarmente intelligente e tattico: evita, se possibile, di lanciarsi in imprese azzardate e predilige affrontare scontri in cui ha la certezza di vincere. Ha mostrato di essere anche piuttosto lungimirante, salvando Rufy a Marineford prevedendo che avrebbe potuto aiutarlo nella sua vendetta contro Doflamingo, entrando nel mentre nella Flotta dei sette per avere libero accesso a Punk Hazard, punto nevralgico delle sue operazioni. Pur essendo noto per la sua crudeltà è in realtà un uomo pronto ad aiutare il prossimo, consentendo a ex-schiavi di unirsi alla sua ciurma; in virtù di medico, inoltre, non ama uccidere le persone.

### Taglia
Alla sua prima apparizione all'arcipelago Sabaody la sua taglia ammonta a 200 milioni di berry. Durante i due anni di salto temporale la sua taglia arriva a 440 milioni, per poi essere congelata all'ingresso nella Flotta dei sette. Dopo la sua espulsione viene ripristinata e portata a 500 milioni di Berry. Dopo gli avvenimenti del paese di Wa, a causa del suo contributo nella sconfitta di Kaido e Big Mom la sua taglia viene portata a 3 miliardi di berry.

## Poteri
Law si è nutrito del frutto Paramisha Ope Ope (オペオペの実?, Ope Ope no Mi), che consente di creare uno spazio sferico particolare, chiamato Room (ROOM?, Rūmu, letteralmente "stanza"), all'interno del quale il possessore del frutto ha il controllo totale: è infatti in grado di fare a pezzi persone senza ucciderle e rimontarle come gli pare e piace, modificare la gravità, generare scariche elettriche, invertire di posizione due oggetti tra loro o scambiare le personalità degli individui. Gli attacchi sono basati su delle vere tecniche e strumenti chirurgici, come bisturi o defibrillatori; ciò gli ha fatto guadagnare l'appellativo di "chirurgo della morte" (死の外科医?, Shi no gekai). Ha inoltre la facoltà di donare la vita eterna a qualcuno, a spese però della propria. Normalmente Law ha bisogno di essere all'interno della Room per poter utilizzare i suoi poteri; dopo aver risvegliato il frutto, tuttavia, può generare le Room attorno ad altri bersagli, consentendogli così di attaccare anche stando al di fuori da esse: in questo modo, sfruttando il risveglio può rivestire la sua spada con la Room, in modo da modificarne le dimensioni e trafiggere gli avversari per poi danneggiarli dall'interno o di creare Room particolari che azzerano tutti i rumori provenienti da ciò che vi è racchiuso. In battaglia utilizza una nodachi maledetta chiamata Lamento Spettrale (鬼哭?, Kikoku). Possiede poi l'ambizione dell'armatura e della percezione.

## Altri media

Copertina dell'edizione italiana del romanzo

### One Piece Novel Law
A Law è stata dedicata una light novel in quattro parti sulla rivista One Piece Magazine, scritta da Shuusei Sakagami. Il romanzo, intitolato One Piece Novel Law, è stato poi pubblicato sotto forma di volumetto a partire dal 3 aprile 2020 in Giappone; in Italia è pubblicato da Star Comics a partire dal 1º dicembre 2021. Il romanzo prende il via dopo la morte di Corazon e racconta dell'incontro tra Law, Bepo, Orca e Pinguino (gli ultimi due chiamati nel libro con i nomi originali, ossia rispettivamente Shachi e Penguin) e della loro vita con Wolf (ヴォルフ?, Vorufu), strampalato inventore e creatore del sottomarino Polar Tang, fino alla fondazione dei pirati Heart e alla loro partenza per la Rotta Maggiore.

### Videogiochi
Law compare nel videogioco Jump Force come rappresentante dell'opera.

## Accoglienza
Trafalgar Law è comparso nei sondaggi di popolarità della rivista Weekly Shōnen Jump come uno dei personaggi più amati della serie. Nel sondaggio del 2008, nonostante allora fosse apparso da poco, si è piazzato decimo, mentre in quello del 2014 secondo, un risultato di rilievo per un personaggio che non fa parte della ciurma protagonista della serie. Nel sondaggio del 2017 si è piazzato al quarto posto mentre in quello del 2021 al quinto posto.
Sam Leach di Anime News Network ha affermato che la rivelazione del vero nome di Law è stata sorprendente, ma che probabilmente essa sia stata ispirata a Oda non dal principio ma dal fatto che il personaggio fosse diventato nel frattempo estremamente popolare.